# Pfulgriesheim
 Pfulgriesheim (en alsacià Filgriese) és un municipi francès, situat a la regió del Gran Est, al departament del Baix Rin. L'any 1999 tenia 1.171 habitants. Limita amb Lampertheim al nord-est, Mundolsheim a l'est, amb Griesheim-sur-Souffel i Dingsheim al sud, amb Stutzheim-Offenheim i Wiwersheim a l'oest i Pfettisheim al nord-est.
Forma part del cantó de Bouxwiller, del districte de Saverne i de la Comunitat de comunes del Kochersberg.

## Demografia
| 1962 | 1968 | 1975 | 1982 | 1990  | 1999  |
| ---- | ---- | ---- | ---- | ----- | ----- |
| 352  | 389  | 866  | 995  | 1.081 | 1.171 |

## Administració
| Període   | Identitat        | Partit |
| --------- | ---------------- | ------ |
| 1945-1965 | Michel Bentz     |        |
| 1965-1995 | Fernand Anstett  |        |
| 1995-     | Jean-Pierre Mehn |        |